# 謝謝你提醒我
《謝謝你提醒我》（Thanks for Reminding Me）為台灣後搖滾樂團甜梅號（Sugar Plum Ferry）時隔六年之後推出的第二張專輯，於2007年11月30日由小白兔唱片發行。甫發行即被後搖滾專門網站The Silent Ballet選為「當週推薦樂團」（Band of the Week）。

## 專輯內容
《謝謝你提醒我》專輯內的作品，經過多年的修改和進化，已經與創作最初的時候大不相同。最早完成的作品為「三分之一搖籃曲」，於1999年921大地震當晚寫出來的，當時曲名為「搖籃曲」。最晚寫出來的作品為「河畔建築鼓譟」，於2006年開始專輯的錄音工作前一個月才誕生。「南方蝶道」原本是鄧麗君「南海姑娘」的翻唱曲，再經過大改造之後的成果。「盜墓者的無底洞」則是專輯中最接近原始版本的歌曲。「新流浪運動」最特別的是吉他的調弦法，是昆蟲白的另外一個樂團吉朗 (Guirum)於2003年在宜蘭表演期間創作出來的作品，代表了他當時的生活狀態；同時也是專輯內唯一有歌詞和人聲的曲子，歌詞為英文和中文交疊重唱（中文歌詞：昆蟲白，英文歌詞：葉子），所以聽起來非常模糊不清。

## 限量版本
《謝謝你提醒我》專輯在小白兔唱片正式發行前，甜梅號曾經與村山小學合作，獨立製作《謝謝你提醒我》限量手工版，並於2007年8月25日在台北這牆藝文展演空間首賣，限量100張於當日售完。2007年9月8日在高雄表演時，追加10張給南部無法參加台北首賣的樂迷。在音樂內容上，此限量版本與正式發行版本並無差異。

## 現場演出
〈新流浪運動〉長達二十分鐘，樂團現場演出此曲只演奏前十分鐘，因此後半段人聲部分尚未現場演唱過。

## 曲目
- 1. 三分之一搖籃曲（One-Third Cradlesong）/ 10:27
- 2. 河畔建築鼓譟（Uproar from Riverside Buildings）/ 09:41
- 3. 南方蝶道（Southern Butterfly Path）/ 09:46
- 4. 盜墓者的無底洞（Graverobber's Abyss）/ 13:16
- 5. 新流浪運動（The New Wandervogel）/ 20:21

## 相關連結
- 甜梅號BLOG
- 官方BLOG專輯介紹
- 關於《謝謝你提醒我》by 昆蟲白
- 銀河面對面 - 陳樂融 x 甜梅號 (video)
- 甜梅號《謝謝你提醒我》專頁